# Euphyia heteroptila
Euphyia heteroptila là một loài bướm đêm trong họ Geometridae.